# Jeff Carlson

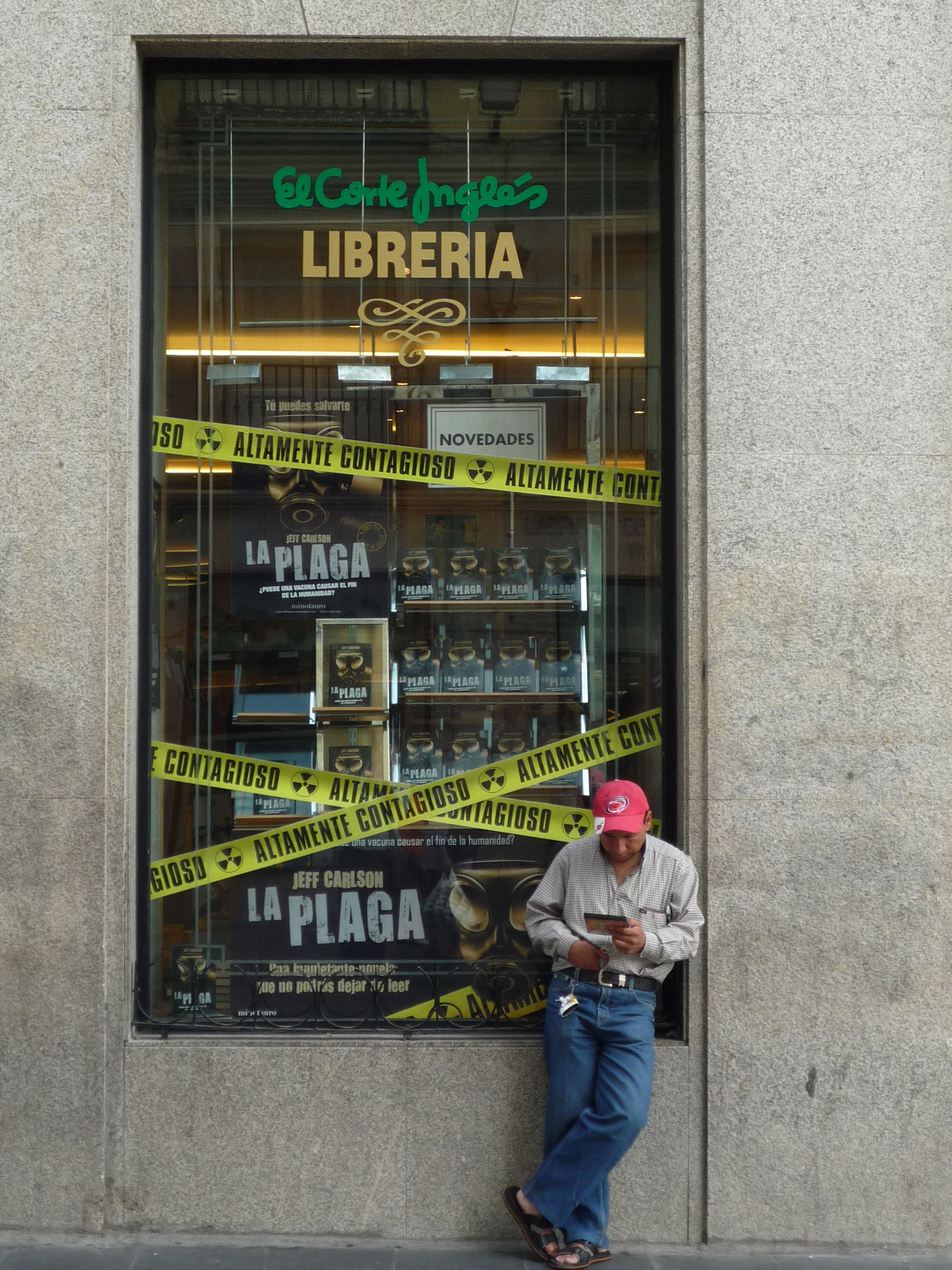
Escaparate promocional de la novela La Plaga.

Jeff Carlson G. (20 de julio de 1969-17 de julio de 2017) fue un escritor de ciencia ficción y cuentos cortos de thriller. 
Hijo de un exjefe de división en el Laboratorio Lawrence Livermore, Carlson nació en Sunnyvale, California, y desde entonces ha vivido en varias ciudades a lo largo de la costa californiana. A principios de los noventa, también vivió en Arizona, Colorado y en Idaho antes de regresar a California en 1997. Actualmente vive con su esposa Diana, y sus hijos cerca de San Francisco. 
Carlson tras dejar la escuela secundaria a la edad de quince años después de haber pasado el examen de equivalencia (comparable al de Selectividad) de escuela secundaria de California y posee un BA en Literatura inglesa. Sus anteriores trabajos incluyen conductor, impresor, vendedor, camarero, representante telefónico, cajero y trabajador de la construcción. 
Primeramente conocido por sus relatos breves, Carlson escribió tres novelas. Su primera novela La Plaga (en el original Plague Year), fue escrita en 2007 y es un thriller actual sobre un contagio de nanotecnología en todo el mundo que devora todos los seres vivos de sangre caliente por debajo de 3.000 metros de altitud sobre el nivel del mar, y su dos secuelas Antídoto (en el original Plague War) en 2008 y "Epidemia" (en el original Plague Zone) que se publicara en español en octubre de 2011.
También ha escrito la premiada novela corta El Cielo Congelado, una aventura situada el futuro próximo que se relata el sorpresivo descubrimiento especies de anfibios inteligentes en los océanos bajo la superficie congelada de la sexta luna de Júpiter, Europa. 
Falleció de cáncer en los pulmones tres días antes de cumplir 48 años. 

## Premios
- Novela "The Frozen Sky" (2007) - ganador del primer lugar en el concurso internacional de escritores del futuro